# Pietro Fittipaldi

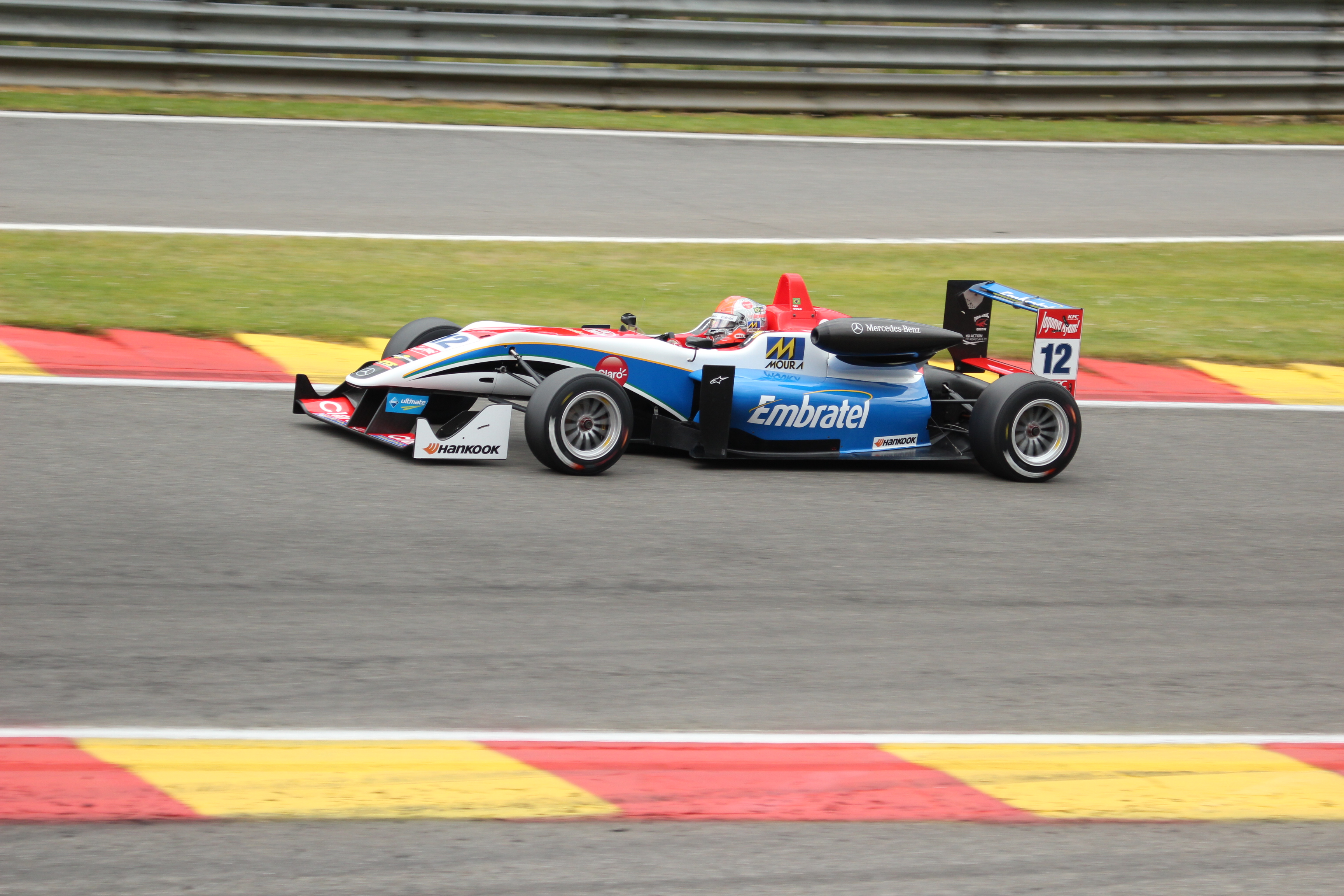
Fittipaldi in het Europees Formule 3-kampioenschap op Spa-Francorchamps in 2015.

Pietro Fittipaldi da Cruz (Miami, Florida, 25 juni 1996) is een Braziliaans-Amerikaans autocoureur. Hij is de kleinzoon van tweevoudig Formule 1-kampioen Emerson Fittipaldi en de oudere broer van eveneens autocoureur Enzo Fittipaldi.

## Carrière

### 2004 - 2012
Fittipaldi begon zijn autosportcarrière in het karting in 2004 en bleef hier tot 2010 in actief. In 2011 maakte hij zijn debuut in de NASCAR Whelen All-American Series Limited Late Models, waarbij hij met vier overwinningen het kampioenschap won. Dat jaar won hij ook het circuitkampioenschap op de Hickory Motor Speedway. 
In 2012 stapte hij binnen de Whelen All-American Series over naar de Late Models-klasse, waarin hij met een vijfde plaats in het kampioenschap de beste rookie was.

### 2013 - 2016
In 2013 maakte Fittipaldi de overstap naar Europa. Dat jaar nam hij deel aan het BRDC Formule 4-kampioenschap voor het team MGR Motorsport. Hij miste twee raceweekenden, maar won wel zijn eerste race in het kampioenschap op Brands Hatch, waardoor hij als vijftiende in het kampioenschap eindigde met 165 punten. Daarnaast reed hij in de Protyre Formule Renault voor Jamun Racing Services en eindigde als achtste in het kampioenschap. Ook nam hij in beide kampioenschappen deel aan het winterkampioenschap en eindigde in beide kampioenschappen als zesde.
In 2014 bleef Fittipaldi rijden in de Protyre Formule Renault, maar stapte over naar MGR Motorsport. Hij won tien van de vijftien races en werd kampioen met 431 punten. Daarnaast reed hij in de laatste vier raceweekenden van de Formule Renault 2.0 Alps voor MGR en Koiranen GP en eindigde als negende in het kampioenschap met 43 punten. Aansluitend reed hij voor Koiranen in het laatste raceweekend van de Eurocup Formule Renault 2.0 op het Circuito Permanente de Jerez als gastrijder. In oktober was hij tevens een van de vier coureurs die werd uitgenodigd om eventueel te worden opgenomen in de Ferrari Driver Academy, maar uiteindelijk werd hij niet toegelaten.
In 2015 maakte Fittipaldi zijn Formule 3-debuut in het Europees Formule 3-kampioenschap voor het team Fortec Motorsports. Met twee zesde plaatsen op het Autódromo Internacional do Algarve als beste resultaten werd hij zestiende in het kampioenschap met 32 punten.
In de winter van 2015-2016 reed Fittipaldi in de MRF Challenge in India. Op het Yas Marina Circuit behaalde hij zijn eerste overwinning en op het Dubai Autodrome voegde hij hier een tweede overwinning aan toe. In het laatste raceweekend op het Madras Motor Racing Track won hij nog twee races en werd zo kampioen met 244 punten. Tevens stapte hij later in 2016 over naar de Formule V8 3.5, waarin hij opnieuw voor Fortec reed. Hij kende een moeilijk debuutseizoen, dat hij desondanks positief afsloot met zijn eerste podiumplaats tijdens de laatste race op het Circuit de Barcelona-Catalunya. Hiermee eindigde hij op de tiende plaats in het klassement met 59 punten.

### 2017 - 2019
In 2017 bleef Fittipaldi in de Formule V8 3.5 rijden, dat de naam had veranderd naar World Series Formule V8 3.5. Hierin stapt hij over naar het team Lotus. Met zes overwinningen op Silverstone (tweemaal), Jerez, het Motorland Aragón en het Autódromo Hermanos Rodríguez (tweemaal) werd hij de laatste kampioen in de klasse met 259 punten.
In 2018 kwam Fittipaldi uit in drie kampioenschappen. In de IndyCar Series van dat jaar reed hij voor Dale Coyne Racing, in de Super Formula van 2018 kwam hij uit voor het UOMO Sunoco Team LeMans en in het FIA World Endurance Championship in het seizoen 2018-2019 reed hij in de LMP1-klasse voor DragonSpeed. Hij moest echter een groot deel van het seizoen missen vanwege een crash tijdens de kwalificatie voor de WEC-race op Spa-Francorchamps, waarbij hij beide benen brak. In dit kampioenschap keerde hij in de rest van het seizoen niet meer terug. In de IndyCar werd hij 26e in de eindstand met 91 punten en een negende plaats op de Portland International Raceway als beste klassering. In de Super Formula reed hij vanwege zijn blessure en verplichtingen in andere kampioenschappen enkel in de seizoensopener op het Suzuka International Racing Course, waarin hij zestiende werd en zodoende puntloos op plaats 22 in het kampioenschap eindigde. Aan het eind van het jaar maakte hij zijn debuut in een Formule 1-auto tijdens de tests na afloop van het seizoen op het Yas Marina Circuit voor het team van Haas.
In 2019 stapt Fittipaldi over naar de DTM, waarin hij voor het Audi Sport Team WRT, een klantenteam van Audi, rijdt als teamgenoot van Jonathan Aberdein. Daarnaast is hij dat seizoen de officiële test- en reservecoureur van het Formule 1-team van Haas en reed hij een dag tijdens de tests voorafgaand aan het seizoen op het Circuit de Barcelona-Catalunya. Aan het eind van het seizoen reed hij nog een bandentest voor het team in Abu Dhabi.

### 2020 - 2022
In 2020 was Fittipaldi de testcoureur van Haas. Door de crash, en blessure, van Romain Grosjean mocht hij de laatste 2 races van dat seizoen afmaken.

In 2021 reed Fittipaldi de “oval races” in het IndyCar kampioenschap. Hij deelde hier de nr 51 auto met Romain Grosjean, die de road coarses reed.

In 2022 is Fittipaldi wederom testcoureur van Haas. Hij reed de Haas VF-22 tijdens de eerste dag van de voorseizoen tests van 2022 op het Bahrain International Circuit en verving Nikita Mazepin nadat het contract met Mazepin was ontbonden. Fittipaldi werd voor de rest van de test vervangen door Kevin Magnussen. Fittipaldi zal twee vrije trainingen gaan rijden tijdens de GP van Mexico-Stad en de GP van Abu Dhabi.

### 2023 - heden
Vanaf 2023 rijdt Fittipaldi mee in het FIA World Endurance Championship voor het Jota-team.

### 2024
In 2024 doet Fittipaldi mee aan de IndyCar Series en rijdt voor het team Rahal Letterman Lanigan Racing.

## Formule 1-carrière
| Jaar/Jaren | Team                       |
| ---------- | -------------------------- |
| 2020       | Haas F1 Team               |
| 2022       | Haas F1 Team (testcoureur) |

### Formule 1-resultaten
| Kleur  | Resultaat                       |
| ------ | ------------------------------- |
| Goud   | Winnaar                         |
| Zilver | Tweede plaats                   |
| Brons  | Derde plaats                    |
| Groen  | Gefinisht (punten behaald)      |
| Blauw  | Gefinisht (geen punten behaald) |
| Blauw  | Niet geklasseerd (NC)           |
| Paars  | Uitgevallen (DNF)               |
| Rood   | Niet gekwalificeerd (DNQ)       |

| Kleur  | Resultaat                              |
| ------ | -------------------------------------- |
| Zwart  | Gediskwalificeerd (DSQ)                |
| Wit    | Niet gestart (DNS)                     |
| Blanco | Gewond (INJ)                           |
| Blanco | Uitgesloten (EX)                       |
| Blanco | Teruggetrokken (WD) / Niet deelgenomen |
| P      | Poleposition                           |
| S      | Snelste ronde                          |

| Seizoen | Inschrijving | Chassis | Motor          | 1     | 2     | 3     | 4     | 5     | 6     | 7     | 8     | 9     | 10    | 11    | 12    | 13    | 14    | 15    | 16     | 17     | 18    | 19    | 20     | 21    | 22     | Pos | Punten |
| ------- | ------------ | ------- | -------------- | ----- | ----- | ----- | ----- | ----- | ----- | ----- | ----- | ----- | ----- | ----- | ----- | ----- | ----- | ----- | ------ | ------ | ----- | ----- | ------ | ----- | ------ | --- | ------ |
| 2020    | Haas F1 Team | VF-20   | Ferrari 065 V6 | OOS 0 | STI 0 | HON 0 | GBR 0 | 70J 0 | SPA 0 | BEL 0 | ITA 0 | TOS 0 | RUS 0 | EIF 0 | POR 0 | EMI 0 | TUR 0 | BHR 0 | SAK 17 | ABU 19 |       |       |        |       |        | 23  | 0      |
| 2022    | Haas F1 Team | VF-22   | Ferrari 066/7  | BHR 0 | SAU 0 | AUS 0 | EMI 0 | MIA 0 | SPA 0 | MON 0 | AZE 0 | CAN 0 | GBR 0 | OOS 0 | FRA 0 | HON 0 | BEL 0 | NED 0 | ITA 0  | SIN 0  | JPN 0 | VST 0 | MXS TC | SAP 0 | ABU TC | -   | -      |